# Вишнусвами
Ви́шнусва́ми — индуистский религиозный деятель, гуру, ачарья-основатель вайшнавской Рудра-сампрадаи — линии ученической преемственности, идущей от Рудры (Шивы). Его жизнеописание оставил Бхактисиддханта Сарасвати Тхакур.
Вишнусвами проповедовал философию вишуддха-адвайта — «чистой недвойственности». Согласно ей, Брахман — бог Вишну, недвойственный и неизменный. Душа — его частица, вечна и зависима. Путь освобождения души — преданность богу Вишну. Основополагающим принципом учения Вишнусвами является служение Радха-Кришне.
Родился в провинции Андхра в Южной Индии в брахманской семье царского советника. Существуют разногласия относительно места его рождения, поскольку известны несколько учителей с именем Вишнусвами.
Гоур Говинда Свами считал учителя XVI века Валлабху воплощением Вишнусвами:
Однажды в Рудра-двипу пришел Вишнусвами, ачарья Рудра-сампрадайи. Его сопровождали ученики. Ночью ученики пели харе кришна харе кришна кришна кришна харе харе / харе рама харе рама рама рама харе харе, Вишнусвами возносил молитвы Господу, и в это время перед ними появился Рудра. Все вайшнавы увидели Шиву, и Вишнусвами стал молиться ему. Шива, довольный молитвами Вишнусвами и тем, как тот проповедовал бхакти-таттву, сказал ему: «Проси у меня о любом благословении!» Вишнусвами сказал: «Я хочу, чтобы моя сампрадая стала совершенной вайшнава-сампрадаей». Шива даровал Вишнусвами такое благословение. Именно в тот день Вишнусвами-сампрадая получила имя Рудра-сампрадая. Шива благословил эту сампрадаю своей милостью. Вишнусвами остался на какое-то время жить в Навадвипе на Рудра-двипе и совершал гаура-бхаджан. Так он обрел гаура-прему, кришна-прему. Господь Гауранга явился к нему во сне и сказал: «Ты обрел милость Моего дорогого преданного, Рудры! Я очень доволен тобой. Теперь проповедуй своё учение шуддха-адвайта-ваду по всему миру!» Позже во времена Махапрабху Вишнусвами пришел как Валлабха Бхатта, Валлабхачарья. Таково заключение Самого Махапрабху. Он сказал Вишнусвами: кота дине хобе мор парама-сабайа шри валлабха-бхатта рупе туме хойбе удойа — «В будущем ты придёшь в мир снова в образе вайшнава-ачарьи — Валлабха Бхатты».